# الزبير بن أبي هالة
الزبير بن أبي هالة بن زُرَارة الأُسيدي التميمي صحابي جليل من رواة الحديث من أهل مكة وهو ربيب الرسول محمد ﷺ وأمه هي أم المؤمنين خديجة بنت خويلد ، وكان وإخوته حلفاء لبني عبد الدار من قريش، وكان من بيت شرفٍ وسيادة وعزٍ في مكة يُضرب بهم المثل في العز وكانت لهم دور حول الكعبة فيقال فيهم في الجاهلية والله لأنت أعز من آل النباش بن زرارة ويشيرون بايديهم إلى دورٍ حول المسجد الحرام فيقال: هذه كانت رباعهم.

## نسبه
- هو الزبير بن أبي هالة وأسمه النباش بن زرارة بن وقدان بن حبيب بن سلامة بن غوي بن جروة بن أُسَيد بن عمرو بن تميم بن مر الأُسَيدي العمروي التميمي.[3]
- أمه هي خديجة بنت خويلد بن أسد بن عبد العزى بن قصي بن كلاب بن مرة بن كعب بن لؤي بن غالب بن فهر بن مالك بن قريش بن كنانة القرشية الكنانية.[4]
- إخوته وأخواته :

إخوته لأبيه وأمه وهم :
- هند بن أبي هالة
- الطاهر بن أبي هالة
- الحارث بن أبي هالة
- هالة بن أبي هالة

إخوته وأخواته من أمه هم :
- القاسم بن محمد
- عبد الله بن محمد
- زينب بنت محمد
- رقية بنت محمد
- أم كلثوم بنت محمد
- فاطمة بنت محمد